# كاثلين كورتيس
كاثلين كورتيس (بالإنجليزية: Kathleen Maisey Curtis)‏ هي عالمة نبات نيوزيلندية، ولدت في 15 أغسطس 1892 في Foxton, New Zealand ‏ في نيوزيلندا، وتوفيت في 5 سبتمبر 1994 في نيلسون في نيوزيلندا.